# Akira Kudo
Akira Kudo   (prefectura d'Iwate, 1 de gener de 1954) és un lluitador japonès, ja retirat, especialista en lluita lliure, que va competir durant la dècada de 1970.
El 1976 va prendre part en els Jocs Olímpics d'Estiu de Montreal, on guanyà la medalla de bronze en la competició del pes mini mosca del programa lluita lliure.
En el seu palmarès també destaquen una medalla d'or a la Copa del Món de 1973 i als Jocs Asiàtics de 1974.